# Мустрак
Мустра́к (болг. Мустрак) — село в Хасковській області Болгарії. Входить до складу общини Свиленград.

## Населення
За даними перепису населення 2011 року у селі проживали 227 осіб.
Національний склад населення села:
| Національність   | Кількість осіб | Відсоток |
| ---------------- | -------------- | -------- |
| болгари          | 172            | 75,8%    |
| турки            | 34             | 15,0%    |
| цигани           | 21             | 9,3%     |
| інша             | 0              | 0%       |
| не визначились   | 0              | 0%       |
| Всього відповіли | 227            |          |

Розподіл населення за віком у 2011 році:
Динаміка населення: